# Tibiocillaria
Tibiocillaria là một chi bướm đêm thuộc họ Noctuidae.